# St. James’s Park (London Underground)

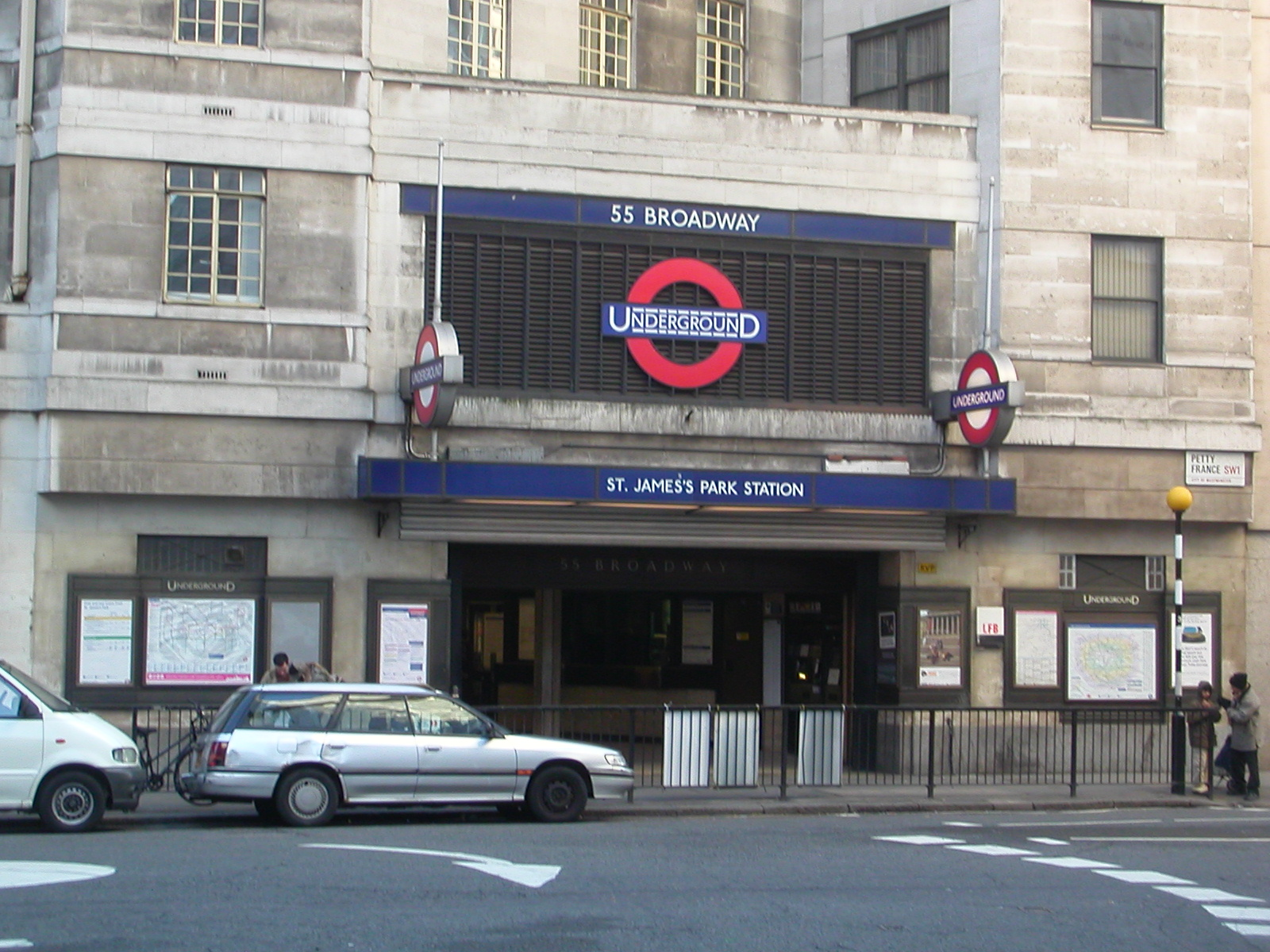
Eingang zur Station

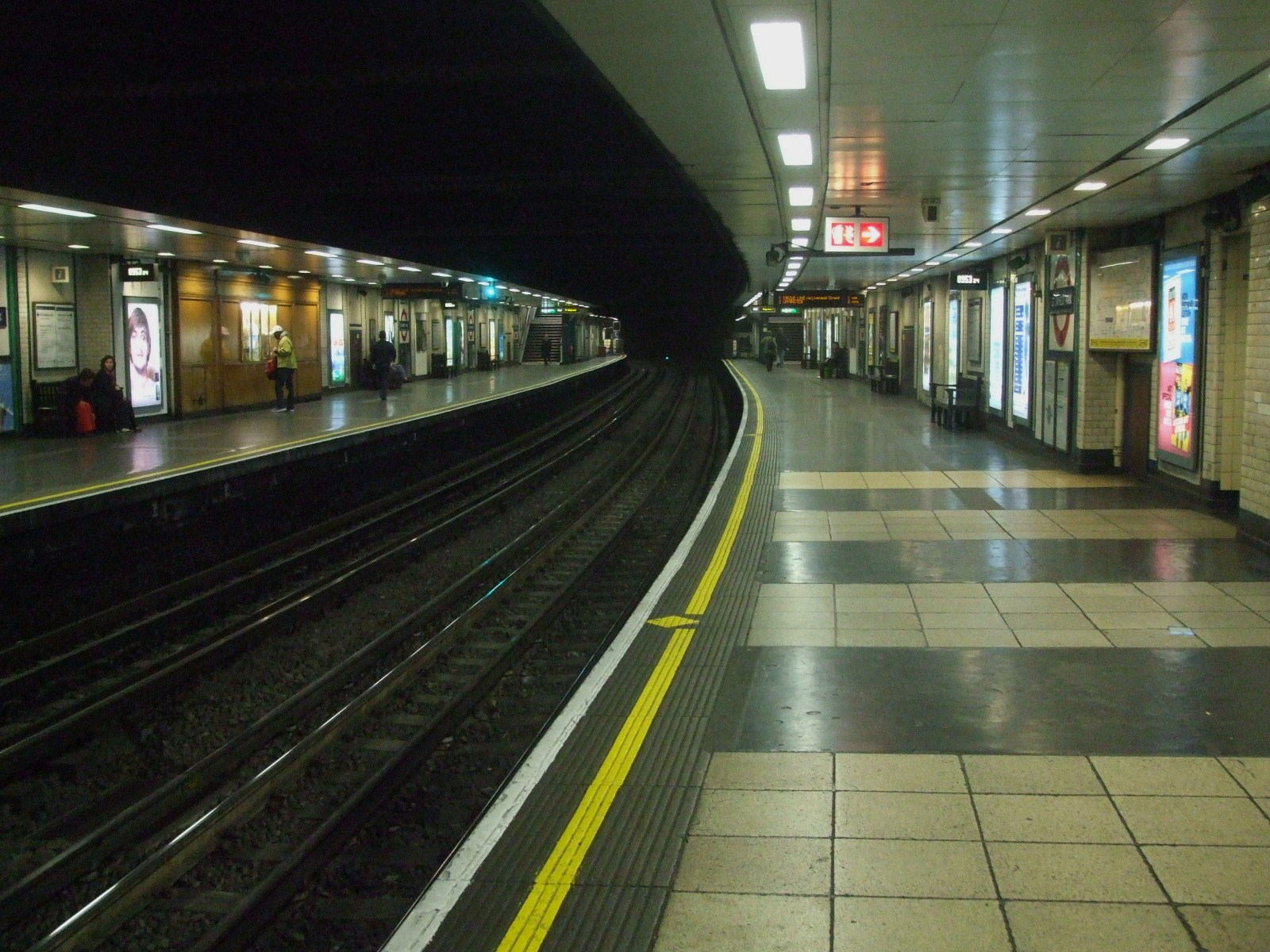
Bahnsteige

St James’s Park ist eine Tunnel-Station der London Underground in der City of Westminster. Sie liegt in der Travelcard-Tarifzone 1 am Broadway, etwa 100 Meter südlich des St. James’s Park sowie in der Nähe von Home Office und New Scotland Yard. An den beiden Seitenbahnsteigen halten Züge der Circle Line und der District Line. Im Jahr 2014 nutzten 15,73 Millionen Fahrgäste die Station. Sie ist in das Gebäude 55 Broadway, den Hauptsitz von London Underground (früher London Transport) integriert.
Die Eröffnung der Station erfolgte am 24. Dezember 1868 durch die Metropolitan District Railway (Vorgängergesellschaft der District Line), als Teil des ersten Streckenabschnitts zwischen South Kensington und Westminster. Das ursprüngliche Stationsgebäude wurde nach 1900 umgebaut – im Zusammenhang mit dem Bau des Electric Railway House, des Hauptsitzes der Underground Electric Railways Company of London (UERL). Zwischen 1926 und 1929 entstand über der Station das Hochhaus 55 Broadway, der neue Hauptsitz der UERL. Das alte Stationsgebäude wurde abgerissen.
Der Entwurf des Hochhauses im Art-déco-Stil stammt von Charles Holden, dem damaligen „Hausarchitekten“ der Londoner U-Bahn. Im Erdgeschoss befindet sich eine Ladenpassage, während in den Stockwerken darüber die Verwaltung von London Underground untergebracht war. Auf der Bahnsteigebene sind die originalen Emaille-Elemente und Sitzbänke aus Holz erhalten geblieben. Die Wände der Schalterhalle im Erdgeschoss des denkmalgeschützten Hochhauses sind mit Marmor verkleidet.